# Литварь, Нина Владимировна
Ни́на Влади́мировна Литварь (р. 9 апреля 1951, Челябинск) — российский балетмейстер, искусствовед. Кандидат искусствоведения, профессор.

## Семья
- Брат
  - Владимир Владимирович Курносенко - российский писатель, прозаик, чьим литературным агентом Нина Владимировна является с 1989 года.
- Муж — Литварь, Евгений Александрович,

## Биография
В девичестве Курносенко, по первому браку Ершова.

Родилась 9 апреля 1951 года в городе Челябинск.

Мастер спорта СССР по фигурному катанию на коньках, вице-чемпионка РСФСР, призер городских, российских, всесоюзных и международных соревнований и турниров по фигурному катанию с 1959 по 1970 годы. Яркая фигуристка, запомнившаяся своей музыкальностью и артистизмом.

В 1974 г. закончила МГИК по специальности режиссура балета (квалификация балетмейстер-педагог).

В 1985 г. подготовила под руководством доктора искусствоведения Р.В. Захарова и доктора философских наук А.Я. Зись и защитила в ГИТИСе кандидатскую диссертацию по теме "Хореография на льду. Становление и пути дальнейшего развития". (под фамилией Ершова)  

Преподавала "композицию танца" в ГЦОЛИФКе.

Автор статей в журналах и газетах:

«Театр» 1981 - №2,

«Театральная жизнь» 1984 - №8,

«Балет» 1987 - №2; - 1989 - №2,

Работница - 1996 - №3, 

«Сцена» 2008 - №4, 

«Российская газета»,

«Вечерняя Москва»,

«Московские новости».

С 1995 г. работает в Московской государственной Академии хореографии. Ведет предметы "история драматического театра", "современный драматический театр" и "теория драмы и основы режиссуры" на исполнительском, педагогическом, балетмейстерском,концертмейстерском и менеджерском факультетах. 

С ноября 2006 года — руководитель аспирантурыПрофессор кафедры хореографии и балетоведения, кандидат искусствоведения.

Балетмейстер-постановщик спектаклей в ГАЦТК им. С. В. Образцова и МТК.

Член Союза театральных деятелей РФ с 2005 года.

## Постановки на льду
Дипломный спектакль "Новогодние приключения". 1974 г.

Маленький принц. Детский балет на льду "Ледовая сказка". Москва, 1990г.

Балет "Легенда о Сакуре". Российский балет на льду. Москва, 1992г. видео - фрагмент 1 видео-фрагмент 2 видео-фрагмент 3

Сольные номера для "Московского балета на льду": "Моцартиана", "Танго", и др. 1993-1995г. 

Сольные номера для "Hot Ice Show" в Blackpool. 1993-1995г.

Сольные программы и танцы для членов сборной команды РФ по фигурному катанию: К. Ивановой, А. Кондрашовой, М. Тверитиновой, Ю. Бурейко l (недоступная ссылка — история)., Н. Лебедевой, Д. Громова, М. Бутырской и др.

## Спектакли в театрах Москвы

### ВТО
Смотрите, кто пришел. В. Арро. 1984г.

### Театр кукол имени С. В. Образцова
"Пиковая дама" А. Пушкин. 1998г. Спектакль лауреат премии "Хрустальный цилиндр" и номинант на премию Золотая маска. 

"Жирофле-Жирофля" муз. Ш. Лекока. 2001г.  

"Великий пересмешник" 2001г.  

"Братец кролик" по книге Д. Харриса «Сказки дядюшки Римуса». 2003г. 

"Все кувырком" Д. Биссет. 2004г.

"Ночь перед Рождеством" Н. Гоголь. 2004г. 

"Винни по прозвищу Пух" А. Милн. 2006г. 

"Горя бояться - счастья не видать" С. Маршак. 2004г.  

"Конек-горбунок" П. Ершов. 2008г. 

"Любовь к трем апельсинам" К. Гоцци. 2010г.  

"Царь-девица" В. Одоевский. 2010г.  репортаж телеканала Культура

«Дефиле» 2010г. 

### Московский театр кукол
"Синяя птица" М. Метерлинк. 2001г. 

"Лебединое озеро" 2008г.